# Rumilly-lès-Vaudes
Rumilly-lès-Vaudes è un comune francese di 477 abitanti situato nel dipartimento dell'Aube nella regione del Grand Est. La località possiede un castello cinquecentesco e la chiesa di St-Martin, della stessa epoca, con all'interno belle vetrate policrome.

## Società

### Evoluzione demografica
Abitanti censiti